# 富蘭克林 (威斯康辛州)
富蘭克林（Franklin, Wisconsin）是美國威斯康辛州密爾瓦基縣的一座城市，面積89.82平方公里，與海爾斯科納斯、格林代爾、橡樹溪等市鎮相鄰，是密爾瓦基的衛星城市。